# Rowdy Gaines
Pour les articles homonymes, voir Gaines.
Ambrose « Rowdy » Gaines IV (né le 17 février 1959 à Winter Haven en Floride) est un ancien nageur américain. Il fut triple champion olympique (dont le titre du 100 m nage libre en 1984) et cinq fois champion du monde. Son palmarès lui vaut une adhésion à l'International Swimming Hall of Fame en 1995. Désormais collecteur de fonds pour la fédération américaine de natation, il est également le consultant natation pour les chaînes ESPN ou NBC lors d'événements majeurs comme les Jeux olympiques. 

## Biographie
Comme l'intégralité de l'équipe américaine soumise au boycott national, il ne put défendre ses chances aux Jeux olympiques de 1980 à Moscou. Quatre années plus tard à Los Angeles, il remporta l'épreuve reine du 100 m nage libre, alors même qu'il ne faisait pas partie des favoris. Entretemps, il remporta de nombreux titres mondiaux avec le relais américain mais ne gagna jamais une épreuve individuelle aux mondiaux. Il est cependant le détenteur du record du monde du 100 m nage libre depuis 1981 jusqu'à ce que son compatriote Matt Biondi se l'approprie en 1985.
En 1991, le nageur est paralysé par un syndrome de Guillain-Barré mais retrouve, malgré deux mois d'hospitalisation, sa pleine condition physique. En, 1995, alors âgé de 35 ans, il était le plus vieux compétiteur à pouvoir disputer les qualifications américaines pour les Jeux olympiques de 1996. Il décida finalement de ne pas nager, une décision qui marqua la fin de sa carrière sportive. 

## Palmarès

### Jeux olympiques
- Jeux olympiques de 1984 à Los Angeles (États-Unis) :
  -  Médaille d'or du 100 m nage libre.
  -  Médaille d'or au titre du relais 4 × 100 m nage libre.
  -  Médaille d'or au titre du relais 4 × 100 m quatre nages.

### Championnats du monde
- Championnats du monde 1978 à Berlin (Allemagne de l'Ouest) :
  -  Médaille d'or au titre du relais 4 × 100 m nage libre (3 min 19 s 74 RM).
  -  Médaille d'or avec au titre du relais 4 × 200 m nage libre (7 min 20 s 82 RM).
  -  Médaille d'argent du 200 m nage libre.

- Championnats du monde 1982 à Guayaquil (Équateur) :
  -  Médaille d'or au titre du relais 4 × 100 m nage libre.
  -  Médaille d'or au titre du relais 4 × 200 m nage libre.
  -  Médaille d'or au titre du relais 4 × 100 m quatre nages.
  -  Médaille d'argent du 100 m nage libre.
  -  Médaille d'argent du 200 m nage libre.